# Nanyu, Fujian
Nanyu (kinesiska: 南屿) är en köping i sydöstra Kina. Den ligger i Minhou härad i provinshuvudstaden Fuzhou i provinsen Fujian, omkring 14 kilometer sydväst om provinshuvudstaden Fuzhou. Antalet invånare är 60 707. Befolkningen består av 30 036 kvinnor och 30 671 män. Barn under 15 år utgör 14,0 %, vuxna 15-64 år 76 %, och äldre över 65 år 8,0 %.